# Eugénie D'Hannetaire

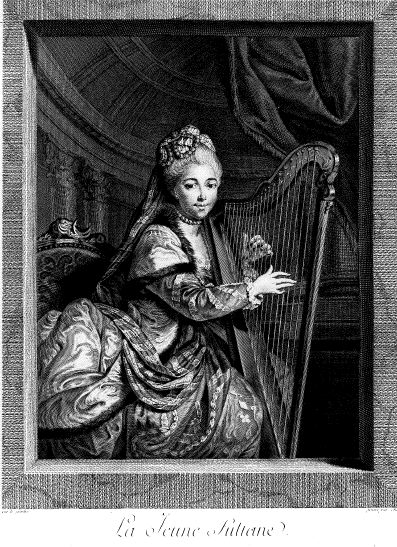
Portret als jeune sultane, ca. 1770

Marie Louis Philippine Eugénie Servandoni, bekend als Eugénie D'Hannetaire, was een Franse actrice geboren in Brussel op 6 januari 1746  en overleden in Parijs op 22 februari 1816. 

## Leven
Ze was de oudste dochter van de acteur en theaterregisseur D'Hannetaire en de actrice Marguerite Huet. Als Mademoiselle Eugénie debuteerde ze in de Muntschouwburg op achtjarige leeftijd. Ze speelde kinderrollen en werd op haar vijftiende danseres. 
Ze verliet Brussel in 1773 en trouwde drie jaar later in Lyon met de acteur Larive, van wie ze in 1794 scheidde. 
Prins Charles-Joseph de Ligne had grote bewondering voor haar en droeg in 1774 zijn Lettres à Eugénie sur les spectacles aan haar op.